# 自治監督區

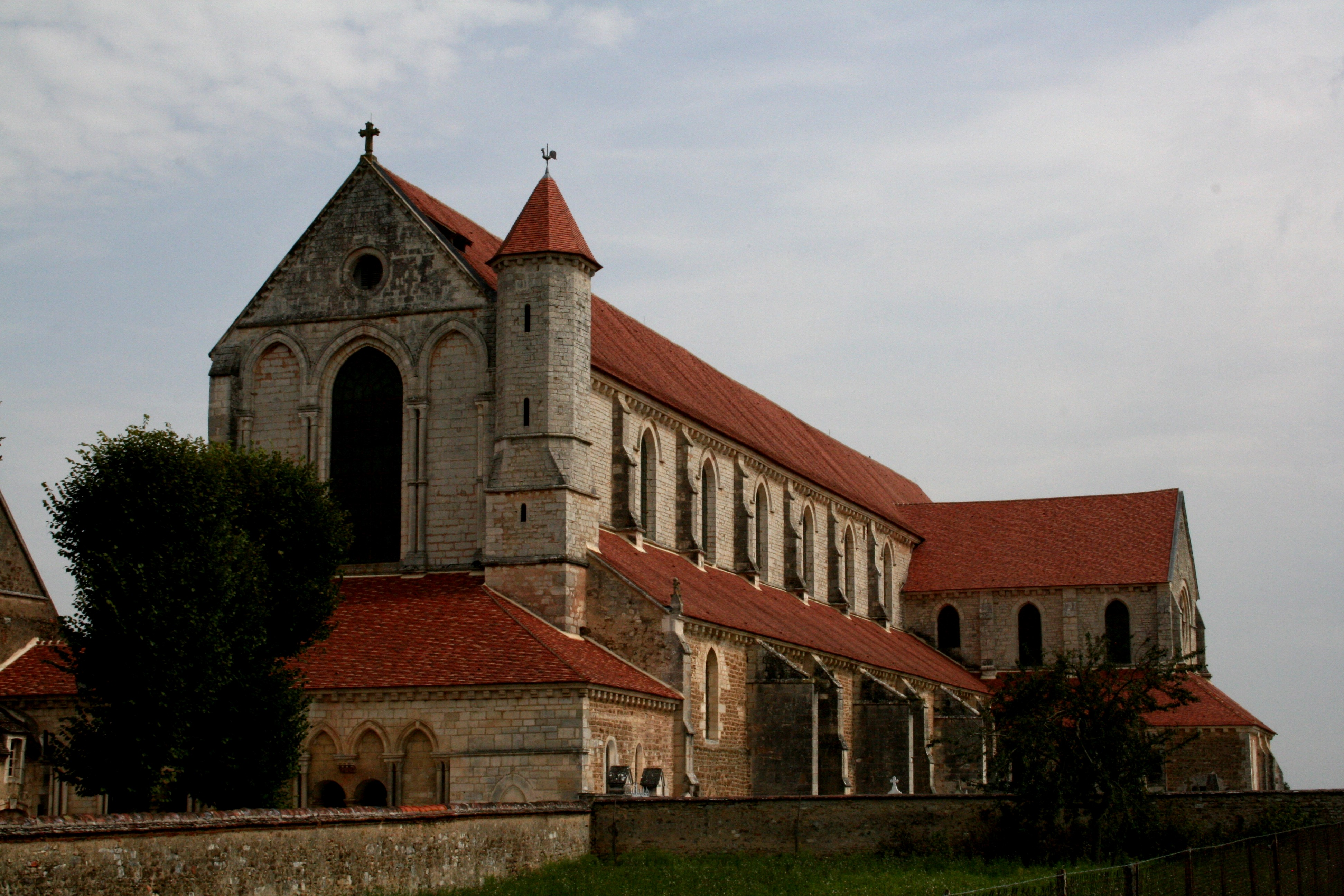
法國傳教團自治監督區蓬蒂尼修道院

自治監督區（拉丁語：Praelatura territorialis）是天主教地區教會的一種形式。
作為自治監督區該地區的教會直屬於教宗而非教區主教。如同教區由主教管理般，自治監督區是由教宗任命的神職人員擔任監督負責管理一個地區的教會。

## 制度
自治監督區類似教區主教的管轄體系，只是該地區自教宗那獲得特許，使之不從屬特定教區。一個自治監督區的管理者其對於監督區擁有如同教區主教的管理職權，但這不包含專屬於主教品級神職人員的職權。
如果一個自治監督區監督並未被祝聖為主教，那麼他就不能祝聖修士為執事和神父，也沒有祝聖聖油的職權。如果一位自治監督區監督在未身兼其他教區的正權主教的情形下被按立主教品，聖座他也只能自那獲得一個已經不存在的教區作為領銜主教，而非以監督區監督的身分為主教頭銜。

## 列表
截至2013年2月，有44個羅馬禮自治監督區：

### 亞洲
- 菲律賓

| - 天主教巴坦自治監督區 - 天主教因凡塔自治監督區 | - 天主教伊莎貝拉自治監督區 - 天主教馬拉維自治監督區 |

### 歐洲
| - 意大利 - 天主教洛雷托自治監督區 - 天主教龐貝自治監督區 - 法國 - 天主教法國傳教團自治監督區 | - 挪威 - 天主教特隆姆瑟自治監督區 - 天主教特隆赫姆自治監督區 |

### 拉丁美洲
| - 阿根廷 - 天主教卡法亞特自治監督區 - 天主教德安富內斯自治監督區 - 天主教埃斯克爾自治監督區 - 天主教烏馬瓦卡自治監督區 - 玻利維亞 - 天主教艾基萊自治監督區 - 天主教科羅科羅自治監督區 | - 巴西 - 天主教博爾巴自治監督區 - 天主教克里斯塔蘭迪亞自治監督區 - 天主教伊塔誇蒂亞拉自治監督區 - 天主教伊泰圖巴自治監督區 - 天主教拉布里亞自治監督區 - 天主教馬拉若自治監督區 - 天主教聖費利斯自治監督區 - 天主教特費自治監督區 - 天主教欣古自治監督區 |

| - 智利 - 天主教伊亞佩爾自治監督區 - 危地馬拉 - 天主教埃斯基普拉斯自治監督區 - 墨西哥 - 天主教赫蘇斯-馬利亞-德爾納亞爾自治監督區 - 天主教瓦烏特拉自治監督區 - 天主教米赫斯自治監督區 - 天主教埃爾薩爾托自治監督區 - 巴拿馬 - 天主教博卡斯德爾托羅自治監督區 | - 秘魯 - 天主教阿亞維里自治監督區 - 天主教卡拉韋利自治監督區 - 天主教丘基班巴自治監督區 - 天主教丘基班比亞自治監督區 - 天主教喬塔自治監督區 - 天主教瓦馬丘科自治監督區 - 天主教胡利自治監督區 - 天主教莫約班巴自治監督區 - 天主教錫夸尼自治監督區 - 天主教堯約斯自治監督區 |